# 日本音楽財団
公益財団法人日本音楽財団（にっぽんおんがくざいだん）は、音楽文化の普及と振興を目的として設立された。主な事業は、所有する楽器を演奏家に貸与する「楽器貸与事業」である。所有楽器の資産額合計は、約100億9900万円と計上されている（2020年3月）。運営は、日本財団（笹川陽平会長）が全面支援を行っている。元文化庁文化部芸術文化課所管、2012年4月1日に公益財団法人化。

## 沿革
- 1974年（昭和49年）3月23日　財団法人日本国民音楽振興財団として設立。アマチュア音楽の振興を目的とし、日本アマチュア音楽祭の開催、演奏会の開催、講習会の開催、楽譜出版(笹川賞創作曲コンクールを含む)、施設訪問演奏、パレードの開催、楽器貸与、練習施設貸与などの事業を日本全国各地で実施した。また海外交流の分野でも吹奏楽団や合唱団の海外への派遣あるいは海外からの受け入れを行った。
- 1994年（平成6年）4月19日　財団法人日本音楽財団に名称変更。国際交流事業(楽器貸与事業)、演奏会の開催、音楽助成金の交付事業を中心とする活動に転換した。
- 2012年（平成24年）4月1日　公益財団法人に移行。

## 歴代会長
- 初代 笹川良一 1974年3月 - 1978年10月
- 第2代 江﨑真澄 1978年10月 - 1992年3月
- 第3代 首藤堯 1992年5月 - 2003年6月
- 第4代 小林實 2003年6月 -
- 第5代 塩見和子 - 2018年5月
- 第6代 海老沢勝二 2018年6月 -

## 所有楽器
- ストラディバリウス
  - 「パガニーニ・クヮルテット」（4挺のセット）
  - 「ドラゴネッティ」（1700年製ヴァイオリン）
  - 「ロード・ニューランズ」（1702年製ヴァイオリン）
  - 「ハギンス」（1708年製ヴァイオリン）
  - 「エングルマン」（1709年製ヴァイオリン）
  - 「カンポセリーチェ」（1710年製ヴァイオリン）
  - 「ドルフィン」（1714年製ヴァイオリン）
  - 「ヨアヒム」（1715年製ヴァイオリン）
  - 「ブース」（1716年製ヴァイオリン）
  - 「サセルノ」（1717年製ヴァイオリン）
  - 「ジュピター」（1722年製ヴァイオリン）
  - 「ウィルヘルミ」（1725年製ヴァイオリン）
  - 「ムンツ」（1736年製ヴァイオリン）
  - 「ロード・アイレスフォード」（1696年製チェロ）
  - 「フォイアマン」（1730年製チェロ）
- グァルネリウス・デル・ジェス
  - 「ムンツ」（1736年製ヴァイオリン）
  - 「イザイ」（1740年製ヴァイオリン）